# Tom Pryce
Thomas Maldwyn Pryce (ur. 11 czerwca 1949 roku w Ruthin, zm. 5 marca 1977 roku Johannesburgu) – brytyjski kierowca wyścigowy, znany z wygranej w Race of Champions w 1975 i okoliczności śmierci w wypadku podczas Grand Prix RPA.

## Kariera
Thomas Pryce dostał się do Formuły 1 w 1974 roku. Zadebiutował 12 maja w zespole Token Racing. Po tym wyścigu przeniósł się do zespołu Shadow Racing Cars. Jego najlepsze rezultaty to trzecie miejsca w Grand Prix Austrii na torze Österreichring w 1975 i Grand Prix Brazylii na torze Interlagos w 1976, ale wielu obserwatorów twierdzi, że miał potencjał, aby wywalczyć mistrzostwo w bardziej konkurencyjnym bolidzie.
Pryce zginął w jednym z najdziwniejszych wypadków w historii Formuły 1. Wypadek ten zdarzył się na 21 okrążeniu w Grand Prix Republiki Południowej Afryki na torze Kyalami 5 marca 1977 roku.
W czasie wyścigu kierowca Renzo Zorzi wycofał się z powodu wycieku paliwa z bolidu, co spowodowało wybuch małego i nieszkodliwego pożaru. Bolid Zorziego zatrzymał się tuż za niewidocznym grzbietem wzgórza, ale dwóch porządkowych bez zgody władz zdecydowało się przejść na drugą stronę, aby ugasić ogień. W tym momencie pojawiły się pojazdy Pryce’a i Hansa-Joachima Stucka jadąc jeden obok drugiego. Bolid Stucka ominął obu porządkowych, jednakże Pryce nie mógł ominąć 19-letniego Jansena Van Vuurena. Wjechał w niego z pełną prędkością i rozerwał młodego porządkowego. Porządkowy nie miał najmniejszych szans na przeżycie. Zderzenie miało minimalny wpływ na pojazd Pryce’a – tylko lekkie uszkodzenie przedniego skrzydła. Nieszczęśliwie, gaśnica trzymana przez Van Vuurena trafiła Pryce’a prosto w głowę, zabijając go na miejscu. Pojazd Pryce’a wyeliminował też z wyścigu Jacques’a Laffite’a, który próbował wyprzedzić mknący bolid martwego Toma.